# Pilořitka velká

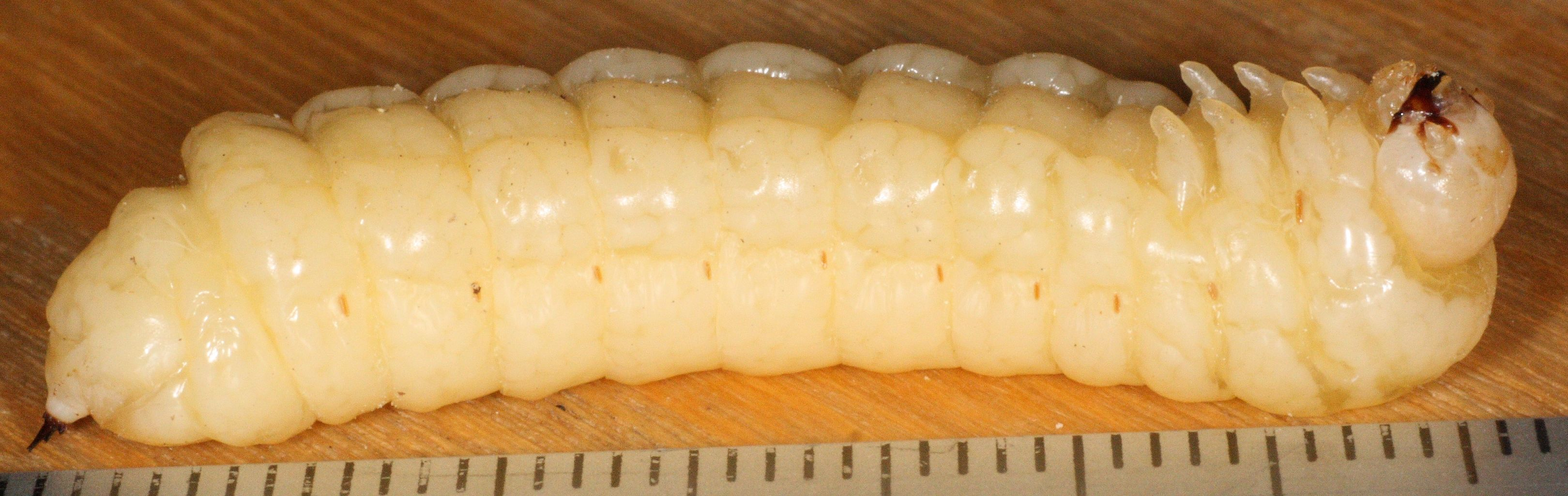
Larva

Pilořitka velká (Urocerus gigas) je druh blanokřídlého hmyzu z čeledi pilořitkovitých. Areál jejího původního rozšíření zahrnuje palearktickou oblast a Severní Afriku, je rozšířena celosvětově a obývá lesy, zvláště pak borové.
Délka těla dosahuje u samic 15–40 mm, u samců 12–30 mm. Hlava je černá se dvěma žlutými skvrnami za očima. Samec má na zadečku rezavý opasek, samice má zadeček světle žlutý s černo-fialovým opaskem a nápadným kladélkem.
Samice klade do dřeva stromů 400–500 vajec, především si k tomuto účelu vybírá smrk ztepilý, řidčeji borovici, modřín, jasan a topol. Spolu s vajíčky zanáší do dřeva také spory houby Amylostereum chailletii, která rozrušuje dřevo, jež obklopuje vajíčko, a připravuje tím základ pro výživu larvy. Larvy hloubí chodbičky dlouhé až 40 cm. Nejsou schopny trávit celulózu, místo toho pojídají obsah buněk a hyfy hub. Vývoj larvy trvá 2–3 roky, někdy až 6 let. Vyspělá larva se kuklí pod kůrou. Po ukončení vývoje se imago prokouše na povrch.